# Голден-Валли (Миннесота)
Голден-Валли (англ. Golden Valley) — город в округе Хеннепин, штат Миннесота, США. На площади 27,2 км² (26,5 км² — суша, 0,7 км² — вода), согласно переписи 2000 года, проживают 20 281 человек. Плотность населения составляет 765,4 чел./км².
- Телефонный код города — 763
- Почтовый индекс — 55416, 55422, 55426, 55427
- FIPS-код города — 27-24308[1]
- GNIS-идентификатор — 0644201[2]